# Мужская сборная Мексики по баскетболу 3×3
Мужская сборная Мексики по баскетболу 3×3 представляет Мексику на международных соревнованиях по баскетболу 3×3. Управляющим органом является Федерация баскетбола Мексики (исп. Asociación Deportiva Mexicana de Básquetbol, ADEMEBA).
По состоянию на 13 сентября 2024, мужская сборная Мексики по баскетболу 3×3 занимает 46-е место в мировом рейтинге ФИБА мужских сборных по баскетболу 3×3.

## Результаты выступлений
| Турнир                           | Золото | Серебро | Бронза | Всего |
| -------------------------------- | ------ | ------- | ------ | ----- |
| Чемпионат мира по баскетболу 3×3 | —      | —       | —      | —     |
| Чемпионат Америки (3×3 AmeriCup) | —      | —       | —      | —     |
| Панамериканские игры             | —      | —       | —      | —     |
| Итого                            | —      | —       | —      | —     |

### Чемпионат мира по баскетболу 3×3
| Год        | Место          | Игры           | Победы         | Поражения      | Состав команды                                                             |
| ---------- | -------------- | -------------- | -------------- | -------------- | -------------------------------------------------------------------------- |
| Афины 2012 | 20             | 5              | 1              | 4              | Abraham Gabriel Garduño Torres, Jorge Perez, Gabriel Giron, Giovanni Silva |
| 2014—н. в. | не участвовали | не участвовали | не участвовали | не участвовали | не участвовали                                                             |

### Чемпионат Америки по баскетболу 3×3 (AmeriCup)
| Год           | Место | Игры | Победы | Поражения | Состав команды                                                                                        |
| ------------- | ----- | ---- | ------ | --------- | --- |
| Майами 2021   | 7     | 3    | 1      | 2         | Pablo Garcia, Isaac Gutiérrez, Jorge Perez, Charly Zesati                                             |
| Майами 2022   | 8     | 3    | 1      | 2         | Ricardo Calatayud Avila, Isaac Gutiérrez, Jorge Perez, Julio Alberto Ruiz Cortés                      |
| Сан-Хуан 2023 | 4     | 5    | 2      | 3         | Ricardo Calatayud Avila, Yannick Espinosa Cortes, Isaac Gutiérrez, Daniel Alejandro Montiel Hernandez |

### Панамериканские игры
| Год           | Место          | Игры           | Победы         | Поражения      | Состав команды                                     |
| ------------- | -------------- | -------------- | -------------- | -------------- | -------------------------------------------------- |
| 2019          | не участвовали | не участвовали | не участвовали | не участвовали | не участвовали                                     |
| Сантьяго 2023 | 5              | 3              | 1              | 2              | Ramon Limas, Julio Ruiz, Diego Sierra, Jose Zesati |